# Sol (öl)
För andra betydelser, se Sol.

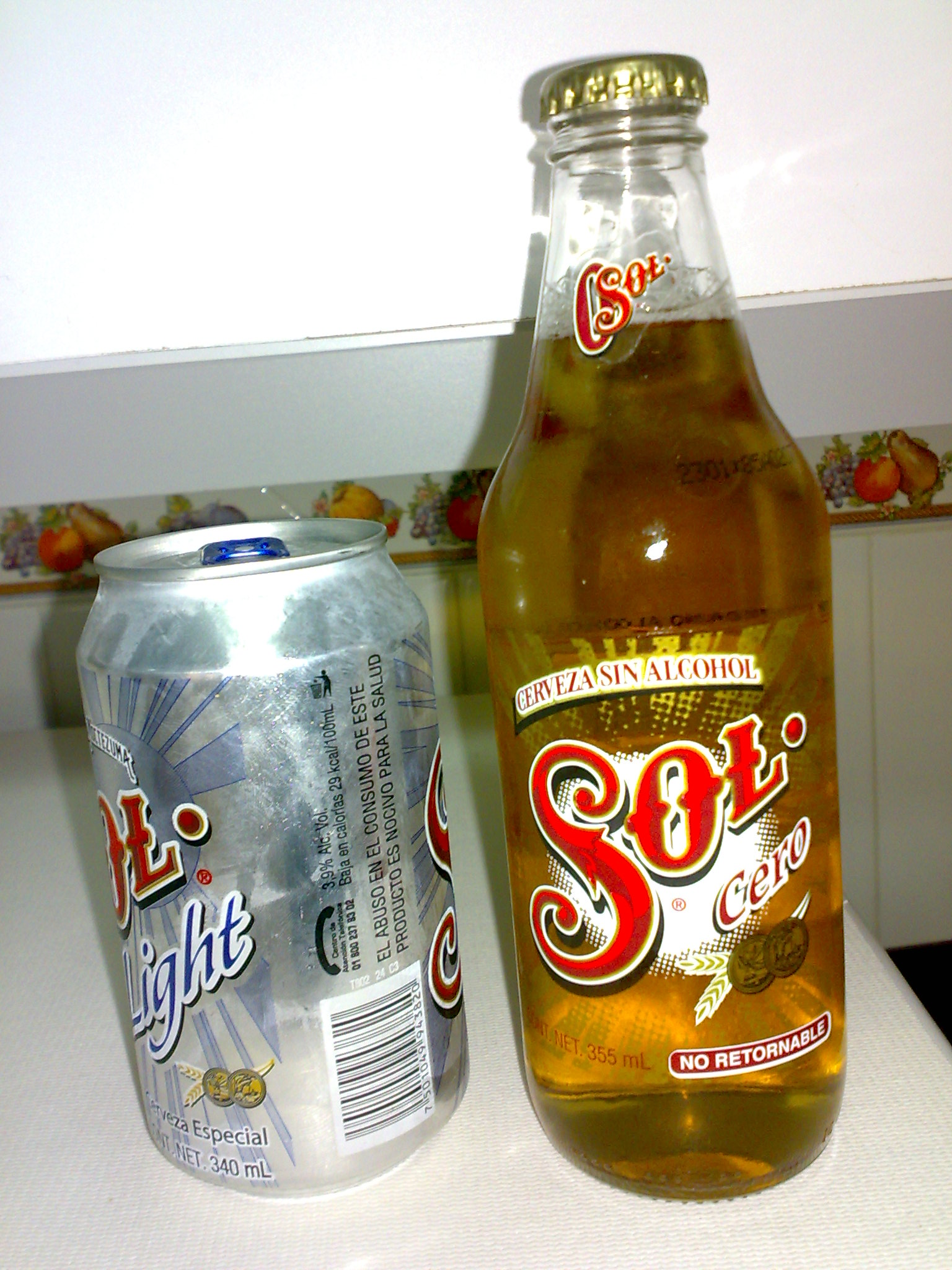
"Sol"

Sol är ett ljust lageröl från bryggeriet Cervecería Cuauhtémoc Moctezuma i Monterrey, Mexiko.

## Kultur
Liksom med flera andra latinamerikanska öl serveras Sol ofta med en limeklyfta. 
Seden att sätta en klyfta citrusfrukt i flaskhalsen ska ha sitt ursprung i att man ville hindra flugor och andra insekter, som undviker sura dofter, att flyga ner i ölet. Seden har dock spritt sig och ölet serveras numera på detta sätt för att en skvätt citrusjuice anses förhöja smaken på ölet.
Sol kan, liksom Corona och andra ljusa mexikanska öl, användas i Michelada, en populär mexikansk drink.